# 路径
路径是使用绘图工具创建的任意形状的曲线，用它可勾勒出物体的轮廓，所以也称之为轮廓线。
为了满足绘图的需要，路径又分为开放路径和封闭路径。
GIMP / Adobe illustrator 中所有的矢量图都是由路径构成的。绘制矢量图就是以为着路径的建立和编辑。
一条路径由若干条线段组成，其中可能包含直线和各种曲线线段。为了更好的绘制和修改路径，每个线段的两端均有锚点（Anchor Point）可将其固定，通过移动锚点，可以修改线段的位置和改变路径的形状。
另外，非矢量绘图工具中，也存在路径概念。